# Katarzyna Barlińska
Katarzyna Barlińska, P.S. Herytiera, Pizgacz (ur. 12 marca 2001) – polska pisarka, autorka książek z kategorii young adult. 

## Życiorys
Katarzyna Barlińska zaczęła publikować swoje utwory w 2016 roku na platformie Wattpad (miała wówczas 15 lat). Posługiwała się pseudonimami Pizgacz oraz P.S. Herytiera. Jeszcze przed debiutem na rynku książki, w pierwszym wywiadzie udzielonym portalowi Writerat.pl, wyznała, że zdecydowała się na anonimowość, aby ludzie oceniali jej pracę, a nie to, kim jest na co dzień.  
Dzięki popularności uzyskanej na Wattpadzie podpisała kontrakt na wydanie serii książek Hell. Pierwsza z książek, wydana w 2022 roku Start a fire: runda pierwsza, została bestsellerem Empiku. 
W opracowanym przez tygodnik Wprost rankingu najlepiej zarabiających polskich pisarzy w 2022 roku zajęła 9. miejsce (145 912 sprzedanych książek).
Katarzyna Barlińska pochodzi z Chełma, mieszka we Wrocławiu, studiuje dziennikarstwo i komunikację społeczną na Uniwersytecie Wrocławskim. 

## Twórczość
- Start a Fire: runda pierwsza,  2022, ISBN 978-83-283-8016-5
- Start a Fire: runda druga, 2022, ISBN 978-83-283-8890-1
- Burn the Hell: runda trzecia, 2022, ISBN 978-83-283-9065-2
- Burn the Hell: runda czwarta, 2022, ISBN 978-83-283-9066-9
- Hell Journal, 2022, ISBN 978-83-283-9332-5
- Extinguish the Heat: runda piąta, 2023, ISBN 978-83-283-9067-6
- Extinguish the Heat: runda szósta, 2023, ISBN 978-83-283-9068-3
- Extinguish the Heat: runda finałowa, 2024, ISBN 978-83-289-0703-4

- Bitter. Idea, 2024, ISBN 978-83-283-9143-7